# دير بابا
دير بابا هي إحدى القرى اللبنانية من قرى قضاء الشوف في محافظة جبل لبنان.من أعلامها سليم أبو إسماعيل، صحفي ومحامي ومؤرخ درزي.